# José Ramón Rioboo Castro
José Ramón Rioboo Castro (Culleredo, 1972) es un comunicador, empresario y político español del Partido dos Socialistas de Galicia-PSOE que ejerce como alcalde del municipio de Culleredo desde el 7 de noviembre de 2017.
Cursó estudios , sin finalizarlos, de Magisterio en la especialidad de Educación Infantil en la Universidad de La Coruña y en la actualidad un Grado en Periodismo en la Universidad Oberta de Catalunya.

## Comienzos
A los 19 años, a principios de la década de 1990, cuando cursaba estudios de magisterio, Rioboo decidió alternarlos con colaboraciones en Radio Culleredo. En 1994 fue nombrado director de Radio Culleredo, convirtiéndose así en el director más joven de las emisoras de radio de España[cita requerida]. Bajo su dirección, la emisora alcanzó las mayores cotas de audiencia y programación[cita requerida]. En este intervalo fue colaborador de Radio Galega durante cuatro años y del periódico El Ideal Gallego. En 2005 dimitió de la dirección de Radio Culleredo y de su puesto como trabajador de Concello de Culleredo para hacerse cargo de la empresa de comunicación que había fundado en 1998 y que ya editaba el periódico El Entorno Metropolitano. Actualmente cursa el Grado en Periodismo en la UOC
Vinculado al ideario de centro izquierda, estuvo siempre muy cerca de Sacristán, su referente político más próximo[cita requerida] estando afiliado al PSOE desde 1991 hasta el 2005 cuando por discrepancias internas[cita requerida] decide fundar la AGRUPACIÓN PROGRESISTA DE CULLEREDO con la que concurrirá a los comicios locales de 2007 y 2011.

## Agrupación Progresista de Culleredo
En enero de 2006, la Agrupación Progresista de Culleredo se presentó de manera oficial antes los medios, y mostró su intención de convertir a su candidato, José Ramón Rioboo, en el nuevo alcalde del municipio. Rioboo abandonó la dirección de El Entorno Metropolitano en junio de ese mismo año, uno de los periódicos gratuitos de mayor difusión de Galicia[cita requerida], para encabezar el citado partido político. Con este partido concurrió a las elecciones municipales de 2007 y 2011 consiguiendo 4 y 5 concejales y situándose como la segunda fuerza política tras el PSOE con 8 ediles. En 2013 se reintegran nuevamente en el Partido dos Socialistas de Galicia-PSOE.

## Ascenso a la alcaldía
El 9 de noviembre de 2017 Rioboo fue nombrado alcalde de Culleredo, sucediendo así a Julio Sacristán de Diego, que un mes antes anunciaba su abandono de la política después de 34 años en activo. Rioboo fue el elegido a petición del alcalde saliente y después de ser refrendado por unanimidad en el seno del grupo municipal socialista. Los ejes de su programa pasan por el desarrollo sostenible de Culleredo con el objetivo de converstirse en el principal municipio del área metropolitana de La Coruña.

## Oferta al gobierno
En junio de 2018, en plena crisis migratoria en Europa, Rioboo ofreció al Gobierno de España su "disponibilidad total" a acoger inmigrantes del buque MV Aquarius en el marco de su plan municipal de emergencia social.